# 북위 31도
북위 31도는 적도에서 31도 북쪽을 지나는 위선이다. 아프리카와 지중해, 아시아, 태평양, 북아메리카, 대서양을 지난다.

## 지나가는 지역
본초 자오선에서 시작해서 동쪽 방향으로, 북위 31도선은 다음 지역을 지난다.
| 좌표                                                    | 나라, 지역, 해역   | 주석 |
| ------------------------------------------------------- | ------------------ | --- |
| 북위 31° 0′ 동경 0° 0′  / 북위 31.000° 동경 0.000°      | 알제리             | |
| 북위 31° 0′ 동경 9° 22′  / 북위 31.000° 동경 9.367°     | 튀니지             | |
| 북위 31° 0′ 동경 10° 17′  / 북위 31.000° 동경 10.283°   | 리비아             | |
| 북위 31° 0′ 동경 17° 33′  / 북위 31.000° 동경 17.550°   | 지중해             | 시드라만 |
| 북위 31° 0′ 동경 20° 8′  / 북위 31.000° 동경 20.133°    | 리비아             | |
| 북위 31° 0′ 동경 24° 56′  / 북위 31.000° 동경 24.933°   | 이집트             | |
| 북위 31° 0′ 동경 28° 43′  / 북위 31.000° 동경 28.717°   | 지중해             | |
| 북위 31° 0′ 동경 29° 35′  / 북위 31.000° 동경 29.583°   | 이집트             | |
| 북위 31° 0′ 동경 34° 21′  / 북위 31.000° 동경 34.350°   | 이스라엘           | |
| 북위 31° 0′ 동경 35° 24′  / 북위 31.000° 동경 35.400°   | 요르단             | |
| 북위 31° 0′ 동경 37° 30′  / 북위 31.000° 동경 37.500°   | 사우디아라비아     | |
| 북위 31° 0′ 동경 42° 14′  / 북위 31.000° 동경 42.233°   | 이라크             | |
| 북위 31° 0′ 동경 47° 42′  / 북위 31.000° 동경 47.700°   | 이란 / 이라크 국경 | |
| 북위 31° 0′ 동경 48° 1′  / 북위 31.000° 동경 48.017°    | 이란               | |
| 북위 31° 0′ 동경 61° 50′  / 북위 31.000° 동경 61.833°   | 아프가니스탄       | |
| 북위 31° 0′ 동경 66° 35′  / 북위 31.000° 동경 66.583°   | 파키스탄           | 발루치스탄주 펀자브주                                                                                                 |
| 북위 31° 0′ 동경 74° 33′  / 북위 31.000° 동경 74.550°   | 인도               | 펀자브주 히마찰프라데시주 우타라칸드주                                                                                |
| 북위 31° 0′ 동경 79° 32′  / 북위 31.000° 동경 79.533°   | 중화인민공화국     | 티베트 자치구 쓰촨성 충칭시 후베이성 안후이성 저장성 장쑤성 저장성 - 약 5km 장쑤성 - 약 5km 저장성 - 약 11km 상하이시 |
| 북위 31° 0′ 동경 121° 53′  / 북위 31.000° 동경 121.883° | 동중국해           | |
| 북위 31° 0′ 동경 130° 39′  / 북위 31.000° 동경 130.650° | 일본               | 사타곶 - 규슈섬의 최남단                                                                                              |
| 북위 31° 0′ 동경 130° 41′  / 북위 31.000° 동경 130.683° | 태평양             | |
| 북위 31° 0′ 서경 116° 20′  / 북위 31.000° 서경 116.333° | 멕시코             | 바하칼리포르니아주 |
| 북위 31° 0′ 서경 114° 50′  / 북위 31.000° 서경 114.833° | 칼리포르니아만     | |
| 북위 31° 0′ 서경 113° 6′  / 북위 31.000° 서경 113.100°  | 멕시코             | 소노라주 치와와주 |
| 북위 31° 0′ 서경 105° 33′  / 북위 31.000° 서경 105.550° | 미국               | 텍사스주 루이지애나주 미시시피주 / 루이지애니주 경계 미시시피주 앨라배마주 앨라배마주 / 플로리다주 경계 조지아주      |
| 북위 31° 0′ 서경 81° 28′  / 북위 31.000° 서경 81.467°   | 대서양             | |
| 북위 31° 0′ 서경 9° 49′  / 북위 31.000° 서경 9.817°     | 모로코             | |
| 북위 31° 0′ 서경 3° 33′  / 북위 31.000° 서경 3.550°     | 알제리             | |

## 같이 보기
- 북위 30도
- 북위 32도